# José Carlos de Araújo Nunes
José Carlos de Araújo Nunes (Castelo de Paiva, 7 marzo 1977) è un ex calciatore portoghese, di ruolo difensore.

## Carriera
I primi anni li gioca in Portogallo ,girando dall'Ovarense fino al Braga, passando per il Maia e il Salgueiros. All'età di 28 anni approda al Maiorca, dove gioca una prima stagione non brillante. Negli anni seguenti trova sempre più spazio, fino a diventare capitano della formazione maiorchina.